# پالوداریوم

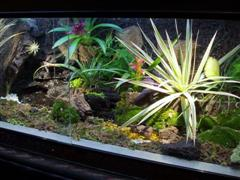
یک پالوداریوم

پالوداریوم (به انگلیسی: paludarium) واژه صحیح اکوسیستم طبیعی هست که در کشورهای مختلف برای جنگل‌های طبیعی که در باکس‌های شیشه ای اجرا می‌شود نهاده شده‌است. پالوداریوم‌ها دارای گزینه‌های طبیعی هستند که از جمله می‌توان به گیاهان طبیعی، خزه‌های جنگلی، آبشار، مه، برکه اشاره کرد.
با چیدمان سنگ‌ها و چوب‌های طبیعی که در اکواریوم‌های گیاهی مورد استفاده هستند صخره‌هایی را به عنوان پس زمینه ایجاد می‌کنند و با چیدمان گیاهان و تجهیزات با اصول و روش‌های خاص، جنگل بکر و زیبایی را ایجاد می‌کنند.